# Биллинг, Херман
Свен Йохан Ульрик Херман Биллинг (швед. Sven Johan Ulrik Herman Billing, 16 сентября 1849, Эннестад, Скания, Швеция — 12 января 1917, Стокгольм, Швеция) — шведский юрист.

## Биография
Херман Биллинг получил степень бакалавра искусств в 1872 году и степень магистра права в 1875 году, а затем стал нотариусом в Стокгольмском городском суде в 1886 году и судьёй в 1894 году. Позже Херман работал секретарём во многих юридических комитетах и законодательном комитете в 1880—1887 годах. Помимо прочего, он был членом делового комитета в 1888—1890 годах, членом комитета по новому праву 1891 года, членом юридического бюро 1894 года и членом совета директоров Stockholms Enskilda Bank в 1889—1897 годах. Биллинг был генеральным прокурором в 1897—1917 годах. Херман был автором ряда законов и законодательных предложений, среди которых были закон о закупке и обмене и закон о контрактных работах. В 1900 году Биллинг стал почётным доктором права Лундского университета.

## Награды
- Рыцарь ордена Полярной звезды (1893)
- Командор второго класса ордена Полярной звезды (1896)
- Командор ордена Данеброг (1897)[4]
- Командор первого класса ордена Полярной звезды (1899)
- Командор Большого креста ордена Полярной звезды (1 декабря 1906)[5]